# Robinsonův ostrov II
Druhá řada reality show Robinsonův ostrov měla premiéru 5. února 2018 na TV Nova. Série se opět natáčela na Filipínách, v oblasti souostroví Caramoan. Moderátorem zůstal po první sérii Ondřej Novotný. Natáčela se v roce 2017 a vysílána byla od února do května 2018. Série trvala 32 dnů a vítěz získal 2 500 000 Kč. 

## Pravidla
Devatenáct soutěžících je rozděleno do dvou kmenů po devíti a desíti lidech a mají své vlastní barvy, vlajku a znak. Trosečníci jsou nuceni přežívat v divočině bez jakýchkoli moderních vymožeností po dobu 32 dnů. V průběhu soutěže se konají náročné souboje o odměny, například o jídlo nebo vybavení pro snadnější přežití, nebo o imunitu. Kmen, který prohraje souboj o imunitu, musí navštívit kmenovou radu, kde ze svého středu vybere jednoho a ten musí hru opustit.
Jakmile zbývá menší počet hráčů, asi v polovině hry, jsou kmeny sloučeny v jeden a soutěžící musí soutěžit každý sám za sebe. Individuální imunita nyní chrání pouze jednotlivce. Jednotlivci vyloučeni na kmenových radách jdou na ostrov vykoupení, kde mezi sebou soupeří v duelu o návrat do hry. Když prohrají tak opustí hru i ostrov, jdou do hotelu a vrátí se do hry jako člen poroty. Porota se účastní všech následných kmenových rad a sbírá cenné informace k nejdůležitějšímu rozhodnutí: na závěrečné radě, kdy jsou ve hře tři trosečníci, zvolí vítěze.

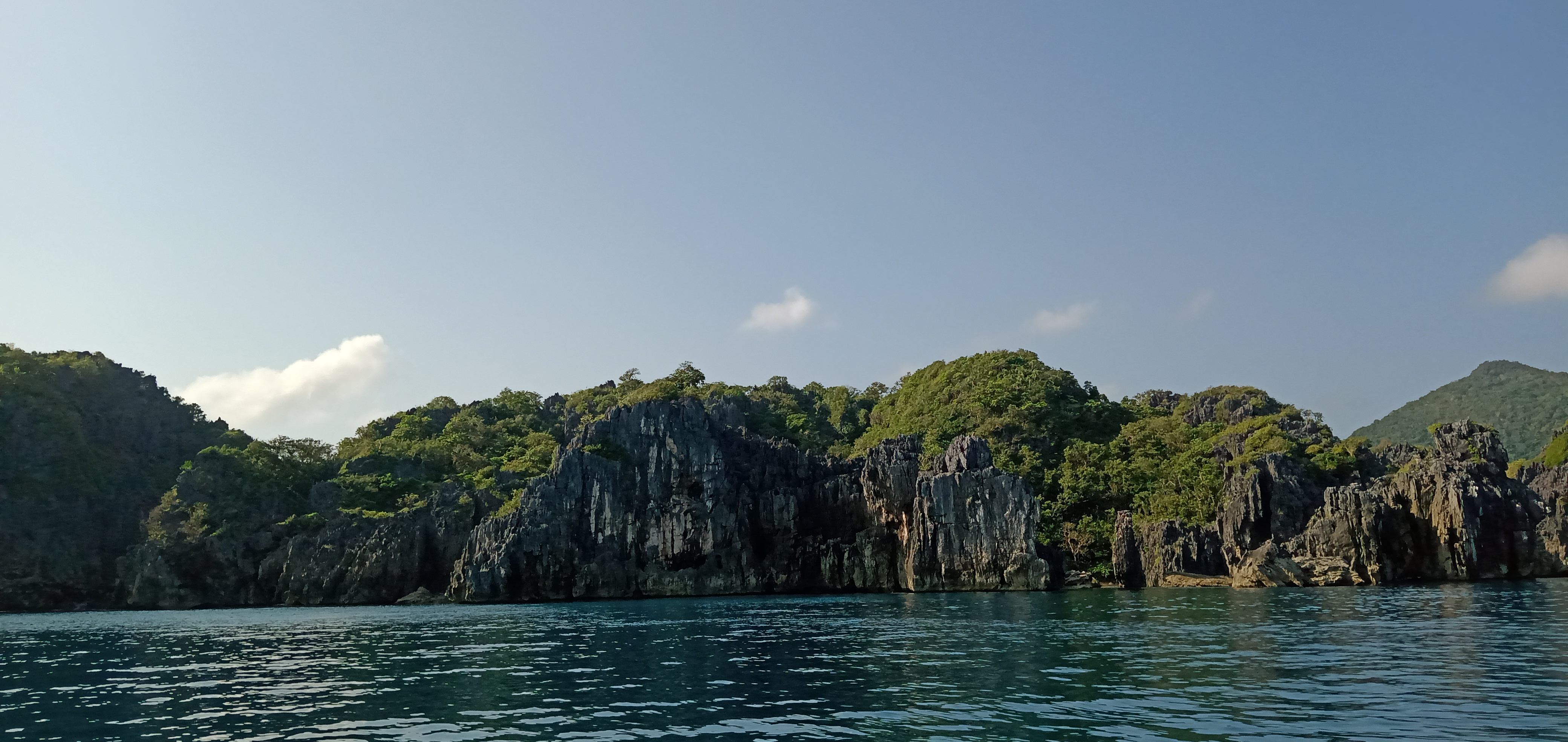
Pohled na oblast souostroví Caramoan, kde se show natáčela.

## Soutěžící
Soutěže se účastnilo 19 soutěžících. V první části soutěže byli rozděleni nejprve podle pohlaví na Muže (žlutá) a Ženy (červená), po promíchání byli rozděleni do kmenů Manobo (žlutá) a Kalinga (červená). Sloučený kmen se jmenoval Tawi-Tawi (modrá) a soutěžící v něm soutěžili sami za sebe. Po vyřazení byli soutěžící posláni na ostrov vykoupení, z něhož se mohli později dostat zpátky do hry. Po 32 dnech se jeden z nich stal druhým českým Robinsonem.
| Soutěžící                                                              | Kmen    | Kmen       | Kmen          | Kmen      | Vyloučení                           | Ostrov vykoupení                      | Umístění       |
| Soutěžící                                                              | Původní | Promíchaný | Přechod hráče | Sloučený  | Vyloučení                           | Ostrov vykoupení                      | Umístění       |
| ---------------------------------------------------------------------- | ------- | ---------- | ------------- | --------- | ----------------------------------- | ------------------------------------- | -------------- |
| Petr (Petr Žilev) Vrátil se do hry                                     | Muži    |            |               |           | Nebyl vybrán Den 2                  | Navrátilec Den 3                      |                |
| Jenda (Jan Vágner) 21 let, student, Litvínov                           | Muži    | Kalinga    |               |           | 1. vyloučený Den 3                  | Prohrál duel Den 7                    | 19.            |
| Karel (Karel Šimek) 36 let, technik, Šumperk                           | Muži    | Kalinga    |               |           | 2. vyloučený Den 5                  | Prohrál duel Den 11                   | 18.            |
| Káťa (Kateřina Křížová) 34 let, policejní inspektorka, Bor             | Ženy    | Kalinga    | Kalinga       |           | 5. vyloučená Den 12                 | Prohrála duel Den 15                  | 17.            |
| Janina (Jana Bauerová) 28 let, vychovatelka Děčín                      | Ženy    | Kalinga    |               |           | 3. vyloučená Den 8                  | Prohrála duel Den 15                  | 16.            |
| Nikol (Nikol Gremplewská) 25 let, fitness trenérka, Karviná            | Ženy    | Kalinga    | Kalinga       |           | 4. vyloučená Den 12                 | Prohrála duel Den 15                  | 15.            |
| Bára (Barbora Mudrochová) Vrátila se do hry                            | Ženy    | Manobo     | Manobo        |           | 6. vyloučená Den 15                 | Vyhrála duel Den 15                   |                |
| Jarda (Jaroslav Brtník) 35 let, podnikatel, Jihlava                    | Muži    | Manobo     | Kalinga       | Tawi-Tawi | 8. vyloučený Den 18                 | Prohrál duel 1. člen poroty Den 22    | 14.            |
| Ondra (Ondřej Baumrukr) 31 let, vedoucí zákaznického servisu, Soběkury | Muži    | Manobo     | Manobo        | Tawi-Tawi | 9. vyloučený Den 19                 | Prohrál duel 2. člen poroty Den 22    | 13.            |
| Radim (Radim Nigrin) 25 let, podnikatel, Praha                         | Muži    | Kalinga    | Kalinga       | Tawi-Tawi | Vyřazen Den 24                      |                                       | 12.            |
| Bára (Barbora Mudrochová) 26 let, modelka, Praha                       | Ženy    | Manobo     | Manobo        | Tawi-Tawi | 11. vyloučená Den 23                | Prohrála duel 3. členka poroty Den 25 | 11.            |
| Dominik (Dominik Luks) 25 let, fitness trenér, Praha                   | Muži    | Manobo     | Manobo        | Tawi-Tawi | 7. vyloučený Den 16                 | Prohrál duel 4. člen poroty Den 25    | 10.            |
| Bizon (Pavel Kozák) 60 let, farmář, Praha                              | Muži    | Kalinga    | Kalinga       | Tawi-Tawi | 13. vyloučený Den 26                | Prohrál duel 5. člen poroty Den 28    | 9.             |
| Katka (Kateřina Koubová) 25 let, ragbistka, Praha                      | Ženy    | Kalinga    | Kalinga       | Tawi-Tawi | 14. vyloučená Den 27                | Prohrála duel 6. členka poroty Den 28 | 8.             |
| Blanka (Blanka Otrubová) 52 let, podnikatelka, Uherské Hradiště        | Ženy    | Manobo     | Manobo        | Tawi-Tawi | 15. vyloučená Den 28                | Prohrála duel 7. členka poroty Den 30 | 7.             |
| Petr (Petr Žilev) 25 let, barman, Brno                                 | Muži    | Kalinga    | Kalinga       | Tawi-Tawi | 12. vyloučený Den 24                | Prohrál duel 8. člen poroty Den 30    | 6.             |
| Martin (Martin Složil) Vrátil se do hry                                | Muži    | Manobo     | Manobo        | Tawi-Tawi | 10. vyloučený Den 21                | Vyhrál duel Den 30                    |                |
| Mirek (Miroslav Hotový) 26 let, policista, Ústí nad Labem              | Muži    | Manobo     | Manobo        | Tawi-Tawi | 16. vyloučený 9.člen poroty Den 30  |                                       | 5.             |
| Zina (Zina Šímová) 38 let, operátorka, Litvínov                        | Ženy    | Manobo     | Manobo        | Tawi-Tawi | 17. vyloučená 10.člen poroty Den 31 |                                       | 4.             |
| Martina (Martina Fialková) 26 let, servírka, Praha                     | Ženy    | Kalinga    | Kalinga       | Tawi-Tawi | Třetí                               |                                       | 3.             |
| Terry (Tereza Dušková) 22 let, studentka, Blevice                      | Ženy    | Manobo     | Manobo        | Tawi-Tawi | Druhá                               |                                       | 2.             |
| Martin (Martin Složil) 30 let, student, Prostějov                      | Muži    | Manobo     | Manobo        | Tawi-Tawi | Český Robinson                      |                                       | Český Robinson |

## Výhody ve hře
- Dědičná imunita –⁠ Ruší všechny hlasy pro osobu, která ji zahrála na kmenové radě. Musí být zahrána po odevzdání hlasů na kmenové radě, ovšem před jejich přečtením. Smí se použít pouze když je ve hře 13 nebo 6 hráčů. V případě nuceného opuštění hry musí být předána jinému hráči.
- Imunita –⁠ Ruší všechny hlasy pro osobu, která ji vlastní na kmenové radě. Hráči kteří byli zvoleni za nejslabší, byli obdarováni imunitou na jejich první kmenovou radu.
- Skrytá imunita –⁠ Ruší všechny hlasy pro osobu, která ji zahrála na kmenové radě. Musí být zahrána po odevzdání hlasů na kmenové radě, ovšem před jejich přečtením.
- Úkolová imunita – Ruší všechny hlasy pro osobu, která ji zahrála na kmenové radě. Musí být zahrána po odevzdání hlasů na kmenové radě, ovšem před jejich přečtením. Imunitu je možné získat splněním úkolu, který je předem zadán. Úkol nesmí být vyzrazen.

Čtyři výše zmíněné výhody patří mezi výhody vložené do hry produkcí. Mimoto se hráči různými způsoby snaží získat výhodu před protihráči za pomoci:
- Falešná imunita –⁠ Imunita je vytvořená hráčem, ovšem nemá žádnou hodnotu, není to skutečná výhoda, je to jen zdánlivá výhoda před hráči. Na rozdíl od pravé skryté imunity tedy neruší hlasy pro osobu na kmenové radě.

## Přehled
| Epizoda | Epizoda         | Ostrov vykoupení | Ostrov vykoupení | Soutěže                    | Soutěže                    | Vyloučen/a  |
| No.     | Premiéra        | Vítěz/ka         | Vyřazen/a        | Odměna                     | Imunita                    | Vyloučen/a  |
| ------- | --------------- | ---------------- | ---------------- | -------------------------- | -------------------------- | ----------- |
| 1       | 5. února 2018   |                  |                  | Oba kmeny (Muži)           |                            |             |
| 2       | 7. února 2018   |                  |                  | Kalinga                    |                            | Petr        |
| 3       | 12. února 2018  |                  |                  |                            | Manobo                     |             |
| 4       | 14. února 2018  |                  |                  |                            |                            | Jenda       |
| 5       | 19. února 2018  |                  |                  | Oba kmeny                  |                            |             |
| 6       | 21. února 2018  |                  |                  | Manobo                     | Manobo                     | Karel       |
| 7       | 26. února 2018  |                  |                  |                            | Manobo                     |             |
| 8       | 28. února 2018  | Karel            | Jenda            | Manobo                     |                            |             |
| 9       | 5. března 2018  |                  |                  |                            |                            | Janina      |
| 10      | 7. března 2018  |                  |                  | Kalinga                    |                            |             |
| 11      | 12. března 2018 |                  |                  |                            | Manobo                     |             |
| 12      | 14. března 2018 | Janina           | Karel            |                            |                            |             |
| 13      | 19. března 2018 |                  |                  |                            |                            | Káťa, Nikol |
| 14      | 21. března 2018 |                  |                  | Manobo                     |                            |             |
| 15      | 26. března 2018 |                  |                  |                            | Kalinga                    |             |
| 16      | 28. března 2018 | Janina, Nikol    | Káťa             |                            |                            | Bára        |
| 17      | 2. dubna 2018   | Bára             | Janina, Nikol    |                            |                            |             |
| 18      | 4. dubna 2018   | Sloučení         | Sloučení         | Sloučení                   | Sloučení                   | Dominik     |
| 19      | 9. dubna 2018   |                  |                  |                            | Martin                     |             |
| 20      | 11. dubna 2018  |                  |                  |                            |                            | Jarda       |
| 21      | 16. dubna 2018  |                  |                  | Petr, Martina, Ondra       | Petr, Martina, Ondra       | Ondra       |
| 22      | 18. dubna 2018  |                  |                  | Martina, Katka, Petr, Bára | Martina, Katka, Petr, Bára |             |
| 23      | 23. dubna 2018  |                  |                  |                            |                            | Martin      |
| 24      | 25. dubna 2018  | Dominik, Martin  | Jarda, Ondra     |                            | Bizon                      |             |
| 25      | 30. dubna 2018  |                  |                  |                            |                            | Bára        |
| 26      | 2. května 2018  |                  |                  |                            | Mirek                      | Radim, Petr |
| 27      | 7. května 2018  | Petr, Martin     | Bára, Dominik    |                            | Mirek                      |             |
| 28      | 9. května 2018  |                  |                  |                            |                            | Bizon       |
| 29      | 14. května 2018 |                  |                  |                            | Mirek                      | Katka       |
| 30      | 16. května 2018 | Martin, Petr     | Katka, Bizon     |                            | Nehrála se                 | Blanka      |
| 31      | 21. května 2018 |                  |                  |                            | Terry                      |             |
| 32      | 23. května 2018 | Martin           | Blanka, Petr     |                            |                            | Mirek       |
| 33      | 28. května 2018 |                  |                  |                            | Martin                     | Zina        |
| 34      | 30. května 2018 | Finále           | Finále           | Finále                     | Finále                     | Finále      |

## Epizody
| Epizoda celkově | Epizoda v sérii | Premiéra       | Sledovanost |
| 33 | 1               | 5. února 2018  | 622 000     |
| 19 soutěžících rozdělených na týmy mužů a žen se vydalo na největší dobrodružství jejich života. - Hra o odměnu: Na pláži jsou rozmístěny jednotlivé předměty a zásoby, které kmeny nutně potřebují k jejich hře. Ty se jednotlivci nebo skupiny snaží přenést do jejich barevně vyznačeného kruhu. Pro každý tým jsou také umístěny dva stoly a na každém ze stolů jsou dva předměty. Hráči musí vybrat ale pouze jeden. Dále jsou nedaleko od pláže potopeny bójky. Kmen který jako první uvolní bóji získá sadu nářadí. Souboj mezi muži a ženami se rozhořel od samého začátku. Nakonec to byli muži, kteří dokázali zvítězit v první bitvě. Hned po příjezdu na ostrov začaly kmeny stavět přístřešek a hledat vodu společně s budoucí potravou. U mužů byla jasně viditelná snaha Dominika o vedení kmene. Karlovi se toto nelíbilo a tak se hned první den vytvořily dvě silné aliance okolo Dominika a Karla. Během otvírání truhly s nářadím našel Bizon dědičnou imunitu. Smí ji použít pouze když je ve hře 13 nebo 6 hráčů a v případě nuceného opuštění hry ji musí předat jinému hráči. U žen šlo spíše o týmovou práci až na Blanku která se snažila organizovat stavbu přístřešku a kuchyně. Oba kmeny dostaly za úkol zvolit nejsilnějšího a nejslabšího hráče. U mužů byl lídrem zvolen Dominik a jako nejslabší Bizon. Na ženském ostrově nejdříve došlo k zásadnímu odhalení Blanky a její nemoci. Vůdkyní kmene byla pak zvolena Martina a jako nejslabší článek si ženy vybraly Zinu. |                 |                |             |
| |                 |                |             |
| 34 | 2               | 7. února 2018  | 578 000     |
| Ženy pokračovaly v zabydlování na ostrově a začaly tvořit aliance. Terry a Martina se zaměřily na Zinu a Blanka se Zinou a Janinou se zaměřily na Terry. Blanka později během dne dostala úžeh. Na ostrově mužů pokračoval Dominik v silném vedení kmene. Dominikova aliance kritizovala Karla a má stále v plánu ho vyloučit. Celý jejich rozhovor ovšem odposlouchával Bizon který později informace sdílel se svojí aliancí. Radim se snažil přetáhnout Martina na jejich stranu a Martin se tak stal rozhodujícím členem mužského kmene. Ke konci dne se Karel a jeho aliance snažili rozdělat oheň. - Hra o rozřazení kmenů: Kapitáni se stali automaticky členy kmene ve kterém byli. Ostatní soutěžící se přesunuli do čtverce, kde byli přivázáni. Začínají hráči kteří byli zvoleni za nejslabší. Ještě před začátkem hry se ale prohodí. Následně hráči postupně plní jednotlivé úkoly na stanovištích. Cílem je vždy získat klíč. Po splnění úlohy vždy muž uvolní ženu nebo žena uvolní muže. Jelikož je mužů o jednoho navíc, ten který nebude vybrán, opustí ostrov. Vítězí kmen který bude mít jako první všech devět členů. Po prvním stanovišti byl ve vedení červený kmen zásluhou Bizona, po druhém žlutý zásluhou Jardy. Kámen úrazu přišel na třetím stanovišti kde Terry a Karel nebyli schopni složit skládačku. Terry byla velmi blízko ovšem celou skládačku postavila vzhůru nohama. Později mohli spoluhráčům pomoct kapitáni a červený kmen se tak dostal do velkého vedení. Červený kmen byl ve vedení o více než dvě stanoviště a své vedení dotáhl do vítězného konce. Po skončení si žlutý kmen dále vybíral spoluhráče stejným způsobem dokud nezbyl poslední muž - Petr. Petr se tak stal prvním vyřazeným. Nyní máme červený kmen - Kalinga ve složení: Jenda, Karel, Káťa, Janina, Nikol, Radim, Bizon, Katka a kapitánka Martina a také žlutý kmen - Manobo ve složení: Bára, Jarda, Ondra, Blanka, Martin, Mirek, Zina, Terry a kapitán Dominik. Hráči kteří byli zvoleni za nejslabší - Zina a Bizon, byli obdarováni imunitou na jejich první kmenovou radu. |                 |                |             |
| |                 |                |             |
| 35 | 3               | 12. února 2018 | 548 000     |
| Nové kmeny se seznamovaly na svých ostrovech. Bára si na rozdíl od Ziny, Terry a Blanky vůbec nebyla jistá svým místem v kmeni. Terry pochopila že si v Manobu pouze s ženskou aliancí nevystačí a začala se sbližovat s Ondrou. Ostrov vyhnanství přivítal prvního odpadlíka. Tím se stal Petr, který se při rozřazování kmenů nedostal ani do jednoho. V Kalinze se začal sbližovat Radim s Katkou. - Hra o imunitu: Kmeny musí společně uvolnit lano, které je omotáno kolem kůlů. Kdykoliv během hry mohou kmeny začít rozdělávat oheň. Lano musí uvázat na dělo, které je nutné vytáhnout z moře na souš. Aby zapálili dělo a vyhráli hru, musí uvolnit pochodeň, která je zamotaná v hlavolamu. Vítězí kmen, který jako první vystřelí z děla. Radimovi z Kalingy se dvakrát nedařilo uvázat lano ke kanonu. Vyhrál tedy žlutý kmen Manobo a Kalinga tak bude muset navštívit kmenovou radu, kde rozhodne o tom, kdo opustí hru jako první. Na ostrově je ale stále ukryta záchrana pro jednoho z hráčů - skrytá imunita. |                 |                |             |
| |                 |                |             |
| 36 | 4               | 14. února 2018 | 571 000     |
| |                 |                |             |
| |                 |                |             |

## Hlasování
| Kmen       | Promíchaný | Promíchaný | Promíchaný | Po přechodu hráče | Po přechodu hráče | Po přechodu hráče | Sloučený  | Sloučený  | Sloučený  | Sloučený  | Sloučený  | Sloučený  | Sloučený  | Sloučený  | Sloučený  | Sloučený     | Sloučený  | Sloučený  | Sloučený  | Sloučený  |
| Epizoda    | 4          | 6          | 9          | 13                | 13                | 16                | 18        | 20        | 21        | 23        | 25        | 25        | 26        | 28        | 28        | 28           | 29        | 30        | 32        | 33        |
| ---------- | ---------- | ---------- | ---------- | ----------------- | ----------------- | ----------------- | --------- | --------- | --------- | --------- | --------- | --------- | --------- | --------- | --------- | ------------ | --------- | --------- | --------- | --------- |
| Den        | 3          | 5          | 8          | 12                | 12                | 15                | 16        | 18        | 19        | 21        | 23        | 23        | 24        | 26        | 26        | 26           | 27        | 28        | 30        | 31        |
| Kmen       | Kalinga    | Kalinga    | Kalinga    | Kalinga           | Kalinga           | Manobo            | Tawi-Tawi | Tawi-Tawi | Tawi-Tawi | Tawi-Tawi | Tawi-Tawi | Tawi-Tawi | Tawi-Tawi | Tawi-Tawi | Tawi-Tawi | Tawi-Tawi    | Tawi-Tawi | Tawi-Tawi | Tawi-Tawi | Tawi-Tawi |
| Vyloučen/a | Jenda      | Karel      | Janina     | Nikol             | Káťa              | Bára              | Dominik   | Jarda     | Ondra     | Martin    | Shoda     | Bára      | Petr      | Shoda     | Shoda     | Bizon        | Katka     | Blanka    | Mirek     | Zina      |
| Hlasy      | 5–4        | 5–3–1      | 4–3        | 4–3               | 3–4               | 4–2–1–1           | 5–4–2–1–1 | 4–1–0–0   | 7–5       | 8–3       | 4–4–2     | 6–2       | 4–3–1     | 3–3       | 2–2       | Prohrál duel | 2–0       | 3–2–1     | 3–2       | 5–4       |
|            |            |            |            |                   |                   |                   |           |           |           |           |           |           |           |           |           |              |           |           |           |           |
| Hlasující  | Hlasy      | Hlasy      | Hlasy      | Hlasy             | Hlasy             | Hlasy             | Hlasy     | Hlasy     | Hlasy     | Hlasy     | Hlasy     | Hlasy     | Hlasy     | Hlasy     | Hlasy     | Hlasy        | Hlasy     | Hlasy     | Hlasy     | Hlasy     |
| Martin     |            |            |            |                   |                   | Bára              | Blanka    | Radim     | Blanka    | Blanka    |           |           |           |           |           |              |           |           | Martina   |           |
| Terry      |            |            |            |                   |                   | Bára              | Bizon     | Radim     | Blanka    | Martin    | Mirek     | Mirek     | Petr      | Bizon     | Bizon     | —            | Zina      | Martina   | Mirek     |           |
| Martina    | Jenda      | Karel      | DNV        | Nikol             | Nikol             |                   | Dominik   | Jarda     | Ondra     | Martin    | Bára      | Bára      | Petr      | Bizon     | DNV       | —            | Zina      | Zina      | Mirek     |           |
| Zina       |            |            |            |                   |                   | Blanka            | Radim     | Mirek     | Ondra     | Blanka    | Katka     | Bára      | Blanka    | Blanka    | Blanka    | —            | Katka     | Blanka    | Mirek     |           |
| Mirek      |            |            |            |                   |                   | Bára              | Radim     | Radim     | Blanka    | Blanka    | Katka     | DNV       | Blanka    | Blanka    | Blanka    | —            | Katka     | Blanka 2x | Martina   | Martin    |
| Blanka     |            |            |            |                   |                   | Zina              | Zina      | Mirek     | Ondra     | Martin    | Mirek     | Mirek     | Petr      | DNV       | DNV       | —            | Zina      | Zina      |           | Zina      |
| Katka      | Jenda      | Karel      | Káťa       | Nikol             | Nikol             |                   | Dominik   | Mirek     | Ondra     | Martin    | Mirek     | Bára      | Petr      | Bizon     | Bizon     | —            | Zina      |           |           | Zina      |
| Bizon      | Nikol      | Káťa       | Janina     | Nikol             | Nikol             |                   | Dominik   | Jarda     | Ondra     | Martin    | Bára      | Bára      | Zina      | Blanka    | DNV       | —            |           |           |           | Martin    |
| Petr       |            | Káťa       | Janina     | Káťa              | Káťa              |                   | Dominik   | Jarda     | Ondra     | Martin    | Bára      | Bára      | Blanka    |           |           |              |           |           |           | Zina      |
| Radim      | Nikol      | Káťa       | Janina     | Káťa              | Káťa              |                   | Dominik   | Jarda     | Ondra     | Martin    | Bára      | Bára      |           |           |           |              |           |           |           |           |
| Bára       |            |            |            |                   |                   | Ondra             |           | Ondra     | Blanka    | Martin    | Mirek     | DNV       |           |           |           |              |           |           |           | Martin    |
| Ondra      |            |            |            |                   |                   | Bára              | Radim     | Radim     | Blanka    |           |           |           |           |           |           |              |           |           |           | Martin    |
| Jarda      |            |            |            | Káťa              | Káťa              |                   | Zina      | Radim     |           |           |           |           |           |           |           |              |           |           |           | Zina      |
| Dominik    |            |            |            |                   |                   | Blanka            | Radim     |           |           |           |           |           |           |           |           |              |           |           |           | Zina      |
| Káťa       | Jenda      | Karel      | Janina     | Nikol             | Nikol             |                   |           |           |           |           |           |           |           |           |           |              |           |           |           |           |
| Nikol      | Jenda      | Karel      | Káťa       | Káťa              | Káťa              |                   |           |           |           |           |           |           |           |           |           |              |           |           |           |           |
| Janina     | Jenda      | Karel      | Káťa       |                   |                   |                   |           |           |           |           |           |           |           |           |           |              |           |           |           |           |
| Karel      | Nikol      | Nikol      |            |                   |                   |                   |           |           |           |           |           |           |           |           |           |              |           |           |           |           |
| Jenda      | Nikol      |            |            |                   |                   |                   |           |           |           |           |           |           |           |           |           |              |           |           |           |           |

| Hlasování poroty na finálové kmenové radě | Hlasování poroty na finálové kmenové radě | Hlasování poroty na finálové kmenové radě | Hlasování poroty na finálové kmenové radě |
| Epizoda                                   | 34                                        | 34                                        | 34                                        |
| ----------------------------------------- | ----------------------------------------- | ----------------------------------------- | ----------------------------------------- |
| Den                                       | 32                                        | 32                                        | 32                                        |
| Finalista                                 | Martin                                    | Terry                                     | Martina                                   |
| Hlasy                                     | 5–3–2                                     | 5–3–2                                     | 5–3–2                                     |
|                                           |                                           |                                           |                                           |
| Porotce                                   | Hlas                                      | Hlas                                      | Hlas                                      |
| Zina                                      |                                           |                                           | Ano                                       |
| Mirek                                     |                                           | Ano                                       |                                           |
| Blanka                                    |                                           | Ano                                       |                                           |
| Katka                                     |                                           |                                           | Ano                                       |
| Bizon                                     | Ano                                       |                                           |                                           |
| Petr                                      | Ano                                       |                                           |                                           |
| Bára                                      | Ano                                       |                                           |                                           |
| Ondra                                     |                                           | Ano                                       |                                           |
| Jarda                                     | Ano                                       |                                           |                                           |
| Dominik                                   | Ano                                       |                                           |                                           |